# Открытый чемпионат Италии по теннису 2020
Открытый чемпионат Италии по теннису 2020 — 77-й розыгрыш ежегодного профессионального теннисного турнира среди мужчин и женщин, проводящегося в итальянском городе Рим и являющегося частью тура ATP в рамках серии серии Мастерс и тура WTA в рамках серии Премьер 5.
В 2020 году  в связи с пандемией коронавируса турнир был перенесён на осень и прошёл с 14 по 21 сентября. Соревнование продолжало околоевропейскую серию грунтовых турниров, подготовительную к Открытому чемпионату Франции.
Прошлогодние победители:
- в мужском одиночном разряде —  Рафаэль Надаль
- в женском одиночном разряде —  Каролина Плишкова
- в мужском парном разряде —  Хуан Себастьян Кабаль и  Роберт Фара
- в женском парном разряде —  Виктория Азаренко и  Эшли Барти

## Общая информация
Мужской одиночный турнир собрал шесть представителей топ-10 мирового рейтинга. Первым номером посева стал лидер рейтинга и четырёхкратный чемпион турнира Новак Джокович. Вторая ракетка мира, победитель двух последних розыгрышей и рекордсмен по числу побед на местном турнире Рафаэль Надаль имел второй номер посева. Два теннисиста в прошлом году разыграли титул, но в этом розыгрыше турнира Надаль неожиданно проиграл в четвертьфинале восьмому номеру посева Диего Шварцману. Аргентинец, после того как обыграл действующего чемпиона, смог в полуфинале пройти Дениса Шаповалов (№ 12 посева) и впервые сыграл в финале турнира серии Мастерс. В борьбе за титул его обыграл лидер посева Новак Джокович. Для серба это уже пятый титул на турнире в Риме (до этого он побеждал в 2008, 2011, 2014 и 2015 годах) и он занимает второе место после Надаля по числу побед. В основной сетке турнира сыграли два представителя России: Андрей Рублёв и Карен Хачанов, однако только Рублёв смог пройти первый раунд и выбыл во втором.
В мужском парном разряде чемпионы двух последних лет Хуан Себастьян Кабаль и Роберт Фара защищали свой титул под первым номером посева. Колумбийский дуэт не смог на этот раз преодолеть стадию второго раунда, где они потерпели поражение от Рохана Бопанны и Дениса Шаповалова. В итоге главный приз смогли забрать четвёртые номера посева Марсель Гранольерс и Орасио Себальос. В финале они обыграли пару Фабрис Мартен и Жереми Шарди, которая не имела посева. Гранольерс во второй раз в карьере победил в Риме (до этого в 2012 году в паре с Марком Лопесом).
Женский одиночный турнир, как и мужской, смог собрать шесть представительниц топ-10. Возглавила посев вторая ракетка мира Симона Халеп. Румынка смогла подтвердить статус фаворита и впервые выиграть титул в Риме. В финале она обыграла вторую сеяную и прошлогоднюю победительницу Каролину Плишкову. Представительница Румынии впервые победила на местном турнире в одиночном разряде, мужском или женским. В основной сетке сыграли сразу семь представительниц России. Три из них смогли пройти до стадии третьего раунда: Анна Блинкова, Дарья Касаткина и Светлана Кузнецова.
В женском парном разряде прошлогодние чемпионки Виктория Азаренко и Эшли Барти не защищали свой титул. Победу одержали первые номера посева Се Шувэй и Барбора Стрыцова. В финале они обыграли пару без посева Йоана Ралука Олару и Анна-Лена Фридзам. Се Шувэй уже в третий раз выиграла местные соревнования (до этого она победила в 2009 и 2013 года в дуэте с Пэн Шуай). Для Стрыцовой титул в Риме стал последним в профессиональной карьере.

## Соревнования

### Мужчины. Одиночный турнир
Новак Джокович обыграл  Диего Шварцмана со счётом 7-5, 6-3.
- Джокович выиграл 4-й одиночный титул в сезоне и 81-й за карьеру в основном туре ассоциации.
- Шварцман сыграл 2-й одиночный финал в сезоне и 9-й за карьеру в основном туре ассоциации.

### Женщины. Одиночный турнир
Симона Халеп обыграла  Каролину Плишкову со счётом 6-0, 2-1 — отказ.
- Халеп выиграла 3-й одиночный титул в сезоне и 22-й за карьеру в туре ассоциации.
- Плишкова сыграла 2-й одиночный финал в сезоне и 29-й за карьеру в туре ассоциации.

### Мужчины. Парный турнир
Марсель Гранольерс /  Орасио Себальос обыграли  Фабриса Мартена /  Жереми Шарди со счётом 6-4, 5-7, [10-8].
- Гранольерс выиграл 3-й парный титул в сезоне и 21-й за карьеру в основном туре ассоциации.
- Себальос выиграл 3-й парный титул в сезоне и 16-й за карьеру в основном туре ассоциации.

### Женщины. Парный турнир
Се Шувэй /  Барбора Стрыцова обыграли  Йоану Ралуку Олару /  Анну-Лену Фридзам со счётом 6-2, 6-2.
- Се выиграла 4-й парный титул в сезоне и 28-й за карьеру в туре ассоциации.
- Стрыцова выиграла 4-й парный титул в сезоне и 31-й за карьеру в туре ассоциации.